# Фогг, Дэниэл
Дэниэл Ли Фогг (англ. Daniel Lee Fogg; род. 24 августа 1987 года, Мидлсекс, Англия, Великобритания) — британский пловец. Специализируется в плавании на 1500 метров вольным стилем и в плавании на открытой воде.
Дебютировал в составе сборной страны на Чемпионате Европы на короткой воде в 2008 году. В следующем году он закончил семнадцатым заплыв на 10 километров на чемпионате мира.
На чемпионате мира 2011 году он закончил 15-м заплыв на 10 км и стал 14-м в заплыве на 1500 метров.
На Олимпийских играх 2012 году он участвовал 1500 метров и вышел в финал. Потом он стал пятым на открытой воде.
На Чемпионате Европы по водным видам спорта 2014 в Берлине Даниэл стал чемпионом в заплыве на 10 км.

### Личный рекорд
- 200 метров вольным стилем: 1:54,30
- 400 метров вольным стилем: 3:47,57*
- 800 метров вольным стилем: 7:51,60*
- 1500 метров вольным стилем: 14:55,30*
  - Тоже, Рекорд Великобритании